# Estados Unidos en los Juegos Paralímpicos de Nueva York y Stoke Mandeville 1984
Estados Unidos estuvo representado en los Juegos Paralímpicos de Nueva York y Stoke Mandeville 1984 por un total de 236 deportistas, 157 hombres y 79 mujeres.

## Medallistas
El equipo paralímpico estadounidense obtuvo las siguientes medallas:
| Nombre                                      | Deporte                   | Evento                                                           |
| ------------------------------------------- | ------------------------- | ---------------------------------------------------------------- |
| Oro                                         |                           |                                                                  |
| J. Mora                                     | Atletismo                 | 100 m 1B femenino                                                |
| J. Mora                                     | Atletismo                 | 200 m 1B femenino                                                |
| J. Mora                                     | Atletismo                 | 400 m 1B femenino                                                |
| Janet Rowley                                | Atletismo                 | Disco B2 femenino                                                |
| Janet Rowley                                | Atletismo                 | Peso B2 femenino                                                 |
| Janet Rowley                                | Atletismo                 | Salto de altura B2 femenino                                      |
| Youlanda Barker                             | Atletismo                 | 60 m A1-3 femenino                                               |
| Youlanda Barker                             | Atletismo                 | 200 m A1-3 femenino                                              |
| Beth Bishop                                 | Atletismo                 | 100 m B3 femenino                                                |
| Beth Bishop                                 | Atletismo                 | 400 m B3 femenino                                                |
| Maureen Gaynor                              | Atletismo                 | Distancia C1 femenino                                            |
| Maureen Gaynor                              | Atletismo                 | Eslalon C1 femenino                                              |
| Karen Farmer                                | Atletismo                 | Disco A4 femenino                                                |
| Karen Farmer                                | Atletismo                 | Peso A4 femenino                                                 |
| Ann Marie Roberts                           | Atletismo                 | Disco C8 femenino                                                |
| Ann Marie Roberts                           | Atletismo                 | Peso C8 femenino                                                 |
| Kathryne Lynne Carlton                      | Atletismo                 | Disco 4 femenino                                                 |
| Kathryne Lynne Carlton                      | Atletismo                 | Pentatlón 4 femenino                                             |
| Nancy Anderson                              | Atletismo                 | 20 m (brazo) C2 femenino                                         |
| Kathy Kessler                               | Atletismo                 | 100 m C5 femenino                                                |
| Twyanna Caldwell                            | Atletismo                 | 100 m L3 femenino                                                |
| Lori Bennett                                | Atletismo                 | 800 m B1 femenino                                                |
| Wanda Watts                                 | Atletismo                 | 800 m B3 femenino                                                |
| S. Norman                                   | Atletismo                 | 5000 m 4 femenino                                                |
| J. Schiff                                   | Atletismo                 | Maratón 2 femenino                                               |
| Susan Moucha                                | Atletismo                 | 1000 m campo a través C7 femenino                                |
| Equipo                                      | Atletismo                 | 4 × 200 m 2-5 femenino                                           |
| Cecelia Pierce                              | Atletismo                 | Disco C3 femenino                                                |
| Ruth Rosenbaum                              | Atletismo                 | Eslalon 1B femenino                                              |
| Nancy Anderson                              | Atletismo                 | Eslalon C2 femenino                                              |
| Karen Helmacy                               | Atletismo                 | Jabalina B2 femenino                                             |
| Lori Johnson                                | Atletismo                 | Jabalina B3 femenino                                             |
| Joan Blalark                                | Atletismo                 | Maza C4 femenino                                                 |
| Melba Houghton                              | Atletismo                 | Salto de altura B3 femenino                                      |
| Tom Becke                                   | Atletismo                 | Disco C8 masculino                                               |
| Tom Becke                                   | Atletismo                 | Jabalina C8 masculino                                            |
| Tom Becke                                   | Atletismo                 | Peso C8 masculino                                                |
| Winford Haynes                              | Atletismo                 | 100 m B1 masculino                                               |
| Winford Haynes                              | Atletismo                 | 400 m B1 masculino                                               |
| Paul Smith                                  | Atletismo                 | 100 m B3 masculino                                               |
| Paul Smith                                  | Atletismo                 | Salto de longitud B3 masculino                                   |
| Tom Cush                                    | Atletismo                 | Balón medicinal C2 masculino                                     |
| Tom Cush                                    | Atletismo                 | Eslalon (pierna) C2 masculino                                    |
| Bart Dodson                                 | Atletismo                 | Maza 1A masculino                                                |
| Bart Dodson                                 | Atletismo                 | Pentatlón 1A masculino                                           |
| Antoine Archie                              | Atletismo                 | Disco A4 masculino                                               |
| Antoine Archie                              | Atletismo                 | Jabalina A4 masculino                                            |
| Robert Hoskins                              | Atletismo                 | Disco A9 masculino                                               |
| Robert Hoskins                              | Atletismo                 | Peso A9 masculino                                                |
| Douglas Heir                                | Atletismo                 | Jabalina 1B masculino                                            |
| Douglas Heir                                | Atletismo                 | Peso 1B masculino                                                |
| Ronnie Alsup                                | Atletismo                 | Salto de altura A4 masculino                                     |
| Ronnie Alsup                                | Atletismo                 | Salto de longitud A4 masculino                                   |
| J. Lewellyn                                 | Atletismo                 | 100 m 1A masculino                                               |
| Jim Martinson                               | Atletismo                 | 100 m A1-3 masculino                                             |
| John Sacco                                  | Atletismo                 | 100 m C5 masculino                                               |
| Scott Schneider                             | Atletismo                 | 100 m L2 masculino                                               |
| D. Barret                                   | Atletismo                 | 100 m 5 masculino                                                |
| D. Wallen                                   | Atletismo                 | 200 m 1C masculino                                               |
| Kris Lenzo                                  | Atletismo                 | 400 m A1-3 masculino                                             |
| D. Goodman                                  | Atletismo                 | 800 m 1C masculino                                               |
| Leamon Stansell                             | Atletismo                 | 5000 m B3 masculino                                              |
| Tom Foran                                   | Atletismo                 | 5000 m 5 masculino                                               |
| Equipo                                      | Atletismo                 | 4 × 100 m 1A-1C masculino                                        |
| Richard Gould                               | Atletismo                 | Disco A1 masculino                                               |
| David Bowers                                | Atletismo                 | Disco A2 masculino                                               |
| Leroy Franks                                | Atletismo                 | Disco B1 masculino                                               |
| Todd Hodgin                                 | Atletismo                 | Disco B2 masculino                                               |
| J. Sampaga                                  | Atletismo                 | Disco 3 masculino                                                |
| Ron Mullis                                  | Atletismo                 | Eslalon C3 masculino                                             |
| Eric Owens                                  | Atletismo                 | Eslalon C4 masculino                                             |
| John Jerome                                 | Atletismo                 | Jabalina A1 masculino                                            |
| James Neppl                                 | Atletismo                 | Peso B1 masculino                                                |
| James Mastro                                | Atletismo                 | Peso B2 masculino                                                |
| Garland Burress                             | Atletismo                 | Triple salto B3 masculino                                        |
| Equipo                                      | Atletismo                 | 3 × 60 m C2-3 mixto                                              |
| Nancy Anderson                              | Bochas                    | Individual C2 femenino                                           |
| Craig Clifton                               | Bochas                    | Individual C2 masculino                                          |
| Equipo                                      | Fútbol 7                  | Silla de ruedas torneo masculino                                 |
| Equipo                                      | Golbol                    | Torneo femenino                                                  |
| Equipo                                      | Golbol                    | Torneo masculino                                                 |
| Charles Roedelbronn                         | Halterofilia              | –75 kg paraplejia masculino                                      |
| Tim Saxton                                  | Hípica                    | Doma, paso básico C1-2 mixto                                     |
| Tim Saxton                                  | Hípica                    | Obstáculos, modalidad de paso C1-3 mixto                         |
| Wendy Shugal                                | Hípica                    | Doma, modalidad de paso básico y avanzado C3 mixto               |
| Steve Roloff                                | Hípica                    | Doma, modalidad de paso y trote básico C3/6 mixto                |
| Kurt Krueger                                | Hípica                    | Inst test 1 clase abierta mixto                                  |
| Alfred Dore                                 | Levantamiento de potencia | –52 kg masculino                                                 |
| Dean Houle                                  | Levantamiento de potencia | –60 kg masculino                                                 |
| Charles Reid                                | Levantamiento de potencia | +90 kg masculino                                                 |
| Darly Podacheenie                           | Lucha                     | –52 kg masculino                                                 |
| Ken Sparks                                  | Lucha                     | –57 kg masculino                                                 |
| Keith West                                  | Lucha                     | –62 kg masculino                                                 |
| Jack Gibbs                                  | Lucha                     | –74 kg masculino                                                 |
| George Morris                               | Lucha                     | –82 kg masculino                                                 |
| Garland Burress                             | Lucha                     | –90 kg masculino                                                 |
| James Mastro                                | Lucha                     | –100 kg masculino                                                |
| M. Bevard                                   | Natación                  | 100 m braza 4 femenino                                           |
| M. Bevard                                   | Natación                  | 400 m espalda 4 femenino                                         |
| M. Bevard                                   | Natación                  | 100 m libre 4 femenino                                           |
| M. Bevard                                   | Natación                  | 400 m libre 4 femenino                                           |
| M. Bevard                                   | Natación                  | 50 m mariposa 4 femenino                                         |
| M. Bevard                                   | Natación                  | 200 m estilos 4 femenino                                         |
| Trischa Zorn                                | Natación                  | 100 m espalda B2 femenino                                        |
| Trischa Zorn                                | Natación                  | 100 m libre B2 femenino                                          |
| Trischa Zorn                                | Natación                  | 100 m mariposa B2 femenino                                       |
| Trischa Zorn                                | Natación                  | 200 m estilos B2 femenino                                        |
| Trischa Zorn                                | Natación                  | 400 m estilos B2 femenino                                        |
| Barbara Eiler                               | Natación                  | 100 m espalda B3 femenino                                        |
| Barbara Eiler                               | Natación                  | 100 m libre B3 femenino                                          |
| Barbara Eiler                               | Natación                  | 100 m mariposa B3 femenino                                       |
| Barbara Eiler                               | Natación                  | 200 m estilos B3 femenino                                        |
| Cheryl Anderson                             | Natación                  | 100 m braza A1 femenino                                          |
| Cheryl Anderson                             | Natación                  | 200 m estilos A1 femenino                                        |
| Cathy Schmitt                               | Natación                  | 400 m braza B3 femenino                                          |
| Cathy Schmitt                               | Natación                  | 400 m estilos B3 femenino                                        |
| Jean Witters                                | Natación                  | 50 m braza B2 femenino                                           |
| Marie Vanliere                              | Natación                  | 50 m braza B3 femenino                                           |
| Jan Wilson                                  | Natación                  | 100 m braza A2 femenino                                          |
| Vurah Runyon                                | Natación                  | 100 m braza B2 femenino                                          |
| Lori Johnson                                | Natación                  | 50 m libre B3 femenino                                           |
| Equipo                                      | Natación                  | 4 × 100 m estilos B1-B3 femenino                                 |
| John Morgan                                 | Natación                  | 100 m mariposa B2 masculino                                      |
| John Morgan                                 | Natación                  | 100 m libre B2 masculino                                         |
| John Morgan                                 | Natación                  | 400 m libre B2 masculino                                         |
| John Morgan                                 | Natación                  | 200 m estilos B2 masculino                                       |
| John Morgan                                 | Natación                  | 400 m estilos B2 masculino                                       |
| Robert Hatcher                              | Natación                  | 50 m braza B3 masculino                                          |
| Charles Mowery                              | Natación                  | 50 m braza C8 masculino                                          |
| Rick Resa                                   | Natación                  | 25 m libre con auxiliar C1 masculino                             |
| Mike Bowen                                  | Natación                  | 25 m libre con auxiliar C2 masculino                             |
| Rodney Hyder                                | Natación                  | 50 m libre B1 masculino                                          |
| Robert Hatcher                              | Natación                  | 50 m libre B3 masculino                                          |
| S. Green                                    | Natación                  | 25 m mariposa 1B masculino                                       |
| Equipo                                      | Natación                  | 4 × 100 m libre B1-B3 masculino                                  |
| Roger Withrow                               | Tiro                      | Rifle de aire en posición tendida 2-6 masculino                  |
| Susan Hagel                                 | Tiro con arco             | Doble ronda FITA paraplejia femenino                             |
| Plata                                       |                           |                                                                  |
| Kimala Searcy                               | Atletismo                 | 100 m C4 femenino                                                |
| Kimala Searcy                               | Atletismo                 | 400 m C4 femenino                                                |
| Kimala Searcy                               | Atletismo                 | 800 m C4 femenino                                                |
| B. Moore                                    | Atletismo                 | 400 m 2 femenino                                                 |
| B. Moore                                    | Atletismo                 | 1500 m 2 femenino                                                |
| B. Moore                                    | Atletismo                 | 5000 m 2 femenino                                                |
| Karen Farmer                                | Atletismo                 | 100 m A4 femenino                                                |
| Karen Farmer                                | Atletismo                 | 400 m A4 femenino                                                |
| Karen Farmer                                | Atletismo                 | Jabalina A4 femenino                                             |
| Twyanna Caldwell                            | Atletismo                 | Disco L3 femenino                                                |
| Twyanna Caldwell                            | Atletismo                 | Jabalina L3 femenino                                             |
| Twyanna Caldwell                            | Atletismo                 | Peso L3 femenino                                                 |
| Terri Feinstein                             | Atletismo                 | 60 m C2 femenino                                                 |
| Terri Feinstein                             | Atletismo                 | 200 m C2 femenino                                                |
| Terri Dixon                                 | Atletismo                 | 100 m L2 femenino                                                |
| Terri Dixon                                 | Atletismo                 | 400 m L2 femenino                                                |
| Deborah Hearn                               | Atletismo                 | 100 m C8 femenino                                                |
| Deborah Hearn                               | Atletismo                 | Jabalina C8 femenino                                             |
| Joan Blalark                                | Atletismo                 | Disco C4 femenino                                                |
| Joan Blalark                                | Atletismo                 | Eslalon C4 femenino                                              |
| Lori Bennett                                | Atletismo                 | 100 m B1 femenino                                                |
| Glee Lyford                                 | Atletismo                 | 100 m 2 femenino                                                 |
| Elizabeth Fleming                           | Atletismo                 | 200 m C3 femenino                                                |
| J. Mora                                     | Atletismo                 | 800 m 1C femenino                                                |
| J. Schiff                                   | Atletismo                 | 800 m 2 femenino                                                 |
| Ann Marie Roberts                           | Atletismo                 | 1000 m campo a través C8 femenino                                |
| Equipo                                      | Atletismo                 | 4 × 100 m 2-5 femenino                                           |
| Equipo                                      | Atletismo                 | 4 × 400 m 2-5 femenino                                           |
| Manyon Lyons                                | Atletismo                 | Disco C3 femenino                                                |
| Mary Lou Baranski                           | Atletismo                 | Jabalina 2 femenino                                              |
| Kathryne Lynne Carlton                      | Atletismo                 | Jabalina 4 femenino                                              |
| Jane Spitzley                               | Atletismo                 | Maza C2 femenino                                                 |
| Candy Demarois                              | Atletismo                 | Precisión C1 femenino                                            |
| Julie Holley                                | Atletismo                 | Salto de altura A6 femenino                                      |
| Beth Bishop                                 | Atletismo                 | Salto de longitud B3 femenino                                    |
| Bill Lehr                                   | Atletismo                 | 100 m L3 masculino                                               |
| Bill Lehr                                   | Atletismo                 | 400 m L3 masculino                                               |
| Bill Lehr                                   | Atletismo                 | 800 m L3 masculino                                               |
| Tom Cush                                    | Atletismo                 | 60 m C2 masculino                                                |
| Tom Cush                                    | Atletismo                 | 200 m C2 masculino                                               |
| Tom Cush                                    | Atletismo                 | Distancia C2 masculino                                           |
| D. Barret                                   | Atletismo                 | 200 m 5 masculino                                                |
| D. Barret                                   | Atletismo                 | 400 m 5 masculino                                                |
| D. Barret                                   | Atletismo                 | King of the straight 100 m 1A-6 masculino                        |
| J. Lewellyn                                 | Atletismo                 | 400 m 1A masculino                                               |
| J. Lewellyn                                 | Atletismo                 | 800 m 1A masculino                                               |
| R. Snow                                     | Atletismo                 | 400 m 4 masculino                                                |
| R. Snow                                     | Atletismo                 | 800 m 4 masculino                                                |
| D. Wallen                                   | Atletismo                 | 100 m 1C masculino                                               |
| D. Wallen                                   | Atletismo                 | Maratón 1C masculino                                             |
| Shaun Graham                                | Atletismo                 | Disco L4 masculino                                               |
| Shaun Graham                                | Atletismo                 | Peso L4 masculino                                                |
| Doug Harris                                 | Atletismo                 | 60 m L1 masculino                                                |
| Kris Lenzo                                  | Atletismo                 | 100 m A1-3 masculino                                             |
| Ira Rankin                                  | Atletismo                 | 100 m A6 masculino                                               |
| Dean Houle                                  | Atletismo                 | 100 m C5 masculino                                               |
| Bart Dodson                                 | Atletismo                 | 200 m 1A masculino                                               |
| N. Jorgensen                                | Atletismo                 | 400 m 1B masculino                                               |
| D. Goodman                                  | Atletismo                 | 400 m 1C masculino                                               |
| Lonzey Jenkins                              | Atletismo                 | 400 m B1 masculino                                               |
| Scott Schneider                             | Atletismo                 | 400 m L2 masculino                                               |
| Jim Martinson                               | Atletismo                 | 800 m A1-3 masculino                                             |
| Leamon Stansell                             | Atletismo                 | 800 m B3 masculino                                               |
| G. Murray                                   | Atletismo                 | 5000 m 3 masculino                                               |
| B. Hedrick                                  | Atletismo                 | Maratón 5 masculino                                              |
| Equipo                                      | Atletismo                 | 4 × 100 m 2-5 masculino                                          |
| Ted Judge                                   | Atletismo                 | Eslalon C1 masculino                                             |
| Mike Bowen                                  | Atletismo                 | Eslalon C2 masculino                                             |
| Rene Rivera                                 | Atletismo                 | Eslalon C3 masculino                                             |
| James Mastro                                | Atletismo                 | Disco B2 masculino                                               |
| Eric Owens                                  | Atletismo                 | Disco C4 masculino                                               |
| Robert Gordon                               | Atletismo                 | Disco C5 masculino                                               |
| Claude Prophete                             | Atletismo                 | Distancia C1 masculino                                           |
| Reni Jackson                                | Atletismo                 | Jabalina B2 masculino                                            |
| J. Sampaga                                  | Atletismo                 | Jabalina 3 masculino                                             |
| S. Wilkins                                  | Atletismo                 | Peso 1A masculino                                                |
| John Jerome                                 | Atletismo                 | Peso A1 masculino                                                |
| Todd Hodgin                                 | Atletismo                 | Peso B2 masculino                                                |
| Kevin Szott                                 | Atletismo                 | Peso B3 masculino                                                |
| Tony Worley                                 | Atletismo                 | Peso L1 masculino                                                |
| J. Zajac                                    | Atletismo                 | Peso 4 masculino                                                 |
| Paul Smith                                  | Atletismo                 | Triple salto B3 masculino                                        |
| Douglas Heir                                | Atletismo                 | Pentatlón 1B masculino                                           |
| Candy Demarois                              | Bochas                    | Individual C1 femenino                                           |
| Richard Lufkin                              | Ciclismo en ruta          | Ruta 1500 m CP4 masculino                                        |
| Donald Deutsch                              | Halterofilia              | +95 kg integrado masculino                                       |
| David Bowers                                | Halterofilia              | –75 kg integrado masculino                                       |
| Cynthia Good                                | Hípica                    | Doma, modalidad de paso y trote básico C4-5 mixto                |
| Cynthia Good                                | Hípica                    | Doma, modalidad de paso y trote avanzado C4-5 mixto              |
| Cynthia Good                                | Hípica                    | Obstáculos, modalidad de paso y trote avanzado C4-8 mixto        |
| Wendy Shugal                                | Hípica                    | Doma, modalidad de paso y trote básico C3/6 mixto                |
| Steve Roloff                                | Hípica                    | Doma, modalidad de paso y trote avanzado C3/6 mixto              |
| Tim Saxton                                  | Hípica                    | Doma, modalidad de paso básico y avanzado C3 mixto               |
| Susan Ragowski                              | Hípica                    | Inst test 1 clase abierta mixto                                  |
| Terri Dixon                                 | Levantamiento de potencia | –75 kg masculino                                                 |
| Shaible                                     | Lucha                     | –48 kg masculino                                                 |
| Winford Haynes                              | Lucha                     | –68 kg masculino                                                 |
| Wendy Shugol                                | Natación                  | 25 m libre C3 femenino                                           |
| Wendy Shugol                                | Natación                  | 50 m libre C3 femenino                                           |
| Norma Brown                                 | Natación                  | 50 m braza B2 femenino                                           |
| Norma Brown                                 | Natación                  | 50 m libre B2 femenino                                           |
| Cathy Schmitt                               | Natación                  | 100 m braza B3 femenino                                          |
| Cathy Schmitt                               | Natación                  | 100 m espalda B3 femenino                                        |
| Cheryl Anderson                             | Natación                  | 100 m espalda A1 femenino                                        |
| Cheryl Anderson                             | Natación                  | 100 m libre A1 femenino                                          |
| Tonia McHugh                                | Natación                  | 50 m braza B3 femenino                                           |
| Lori Johnson                                | Natación                  | 400 m braza B3 femenino                                          |
| Linda Nilson                                | Natación                  | 50 m espalda C8 femenino                                         |
| Nancy Anderson                              | Natación                  | 25 m libre C2 femenino                                           |
| Jan Wilson                                  | Natación                  | 100 m mariposa A2 femenino                                       |
| Equipo                                      | Natación                  | 4 × 50 m libre C1-C8 femenino                                    |
| Equipo                                      | Natación                  | 4 × 100 m libre A1-A9 femenino                                   |
| Equipo                                      | Natación                  | 4 × 100 m libre B1-B3 femenino                                   |
| Equipo                                      | Natación                  | 4 × 100 m estilos A1-A9 femenino                                 |
| Brian Hudson                                | Natación                  | 100 m braza B3 masculino                                         |
| Brian Hudson                                | Natación                  | 400 m braza B3 masculino                                         |
| Todd Hodgin                                 | Natación                  | 100 m espalda B2 masculino                                       |
| Todd Hodgin                                 | Natación                  | 50 m libre B2 masculino                                          |
| D. Goodman                                  | Natación                  | 25 m espalda 1C masculino                                        |
| Charles Mowery                              | Natación                  | 50 m espalda C8 masculino                                        |
| S. Green                                    | Natación                  | 25 m libre 1B masculino                                          |
| Dave Reynolds                               | Natación                  | 100 m libre A3 masculino                                         |
| Richard Ropka                               | Natación                  | 100 m libre B3 masculino                                         |
| Keith Zoller                                | Natación                  | 50 m braza B1 masculino                                          |
| Robert Hatcher                              | Natación                  | 400 m estilos B3 masculino                                       |
| Equipo                                      | Natación                  | 4 × 100 m estilos B1-B3 masculino                                |
| J. Brown                                    | Tenis de mesa             | Individual 3 femenino                                            |
| Equipo                                      | Tenis de mesa             | Equipo 1A-C femenino                                             |
| M. Stephens                                 | Tenis de mesa             | Individual L2 masculino                                          |
| Marcelino Monasterial                       | Tenis de mesa             | Individual L5 masculino                                          |
| Equipo                                      | Tenis de mesa             | Equipo 1A masculino                                              |
| Bronce                                      |                           |                                                                  |
| K. Holm                                     | Atletismo                 | 100 m 1A femenino                                                |
| K. Holm                                     | Atletismo                 | 200 m 1A femenino                                                |
| K. Holm                                     | Atletismo                 | 400 m 1A femenino                                                |
| K. Holm                                     | Atletismo                 | 800 m 1A femenino                                                |
| B. Moore                                    | Atletismo                 | 100 m 2 femenino                                                 |
| B. Moore                                    | Atletismo                 | 200 m 2 femenino                                                 |
| B. Moore                                    | Atletismo                 | 800 m 2 femenino                                                 |
| S. Norman                                   | Atletismo                 | 800 m 4 femenino                                                 |
| S. Norman                                   | Atletismo                 | 1500 m 4 femenino                                                |
| S. Norman                                   | Atletismo                 | Maratón 4 femenino                                               |
| Cathy Brown                                 | Atletismo                 | 400 m C4 femenino                                                |
| Cathy Brown                                 | Atletismo                 | 800 m C4 femenino                                                |
| Cathy Brown                                 | Atletismo                 | Eslalon C4 femenino                                              |
| Melody Williamson                           | Atletismo                 | 60 m A1-3 femenino                                               |
| Melody Williamson                           | Atletismo                 | 200 m A1-3 femenino                                              |
| Melody Williamson                           | Atletismo                 | Jabalina A2 femenino                                             |
| Glee Lyford                                 | Atletismo                 | 400 m 2 femenino                                                 |
| Glee Lyford                                 | Atletismo                 | 1500 m 2 femenino                                                |
| Mary Lou Baranski                           | Atletismo                 | Disco L2 femenino                                                |
| Mary Lou Baranski                           | Atletismo                 | Peso L2 femenino                                                 |
| Deborah Hearn                               | Atletismo                 | 1000 m campo a través C8 femenino                                |
| Deborah Hearn                               | Atletismo                 | Peso C8 femenino                                                 |
| Elizabeth Fleming                           | Atletismo                 | 60 m C3 femenino                                                 |
| Angela Davis                                | Atletismo                 | 200 m C2 femenino                                                |
| Wanda Watts                                 | Atletismo                 | 1500 m B3 femenino                                               |
| Maria Serrat                                | Atletismo                 | 3000 m B2 femenino                                               |
| J. Schiff                                   | Atletismo                 | 5000 m 2 femenino                                                |
| J. Dilorenzo                                | Atletismo                 | Eslalon 3 femenino                                               |
| Kathryne Lynne Carlton                      | Atletismo                 | Eslalon 4 femenino                                               |
| Shirley Coleman                             | Atletismo                 | Disco C6 femenino                                                |
| Janet Rowley                                | Atletismo                 | Jabalina B2 femenino                                             |
| Annette Houk                                | Atletismo                 | Jabalina 2 femenino                                              |
| Tom Foran                                   | Atletismo                 | 200 m 5 masculino                                                |
| Tom Foran                                   | Atletismo                 | 400 m 5 masculino                                                |
| Tom Foran                                   | Atletismo                 | Maratón 5 masculino                                              |
| J. Hayes                                    | Atletismo                 | 100 m 1C masculino                                               |
| J. Hayes                                    | Atletismo                 | 200 m 1C masculino                                               |
| Gary Stone                                  | Atletismo                 | 100 m L2 masculino                                               |
| Gary Stone                                  | Atletismo                 | 400 m L2 masculino                                               |
| J. Rodolf                                   | Atletismo                 | 800 m 3 masculino                                                |
| J. Rodolf                                   | Atletismo                 | 5000 m 3 masculino                                               |
| Jim McElhiney                               | Atletismo                 | Disco A4 masculino                                               |
| Jim McElhiney                               | Atletismo                 | Peso A4 masculino                                                |
| Tony Worley                                 | Atletismo                 | 60 m L1 masculino                                                |
| Tony Worley                                 | Atletismo                 | Disco L1 masculino                                               |
| Rene Rivera                                 | Atletismo                 | 60 m C3 masculino                                                |
| Rene Rivera                                 | Atletismo                 | Maza C4 masculino                                                |
| Garland Burress                             | Atletismo                 | Salto de altura B3 masculino                                     |
| Garland Burress                             | Atletismo                 | Pentatlón B3 masculino                                           |
| Mike Bowen                                  | Atletismo                 | 20 m (brazo) C2 masculino                                        |
| Waymon Ware                                 | Atletismo                 | 100 m C4 masculino                                               |
| Mark Kemp                                   | Atletismo                 | 100 m C5 masculino                                               |
| Richard Simon                               | Atletismo                 | 200 m C3 masculino                                               |
| Jim Martinson                               | Atletismo                 | 400 m A1-3 masculino                                             |
| Paul Smith                                  | Atletismo                 | 400 m B3 masculino                                               |
| N. Jorgensen                                | Atletismo                 | 800 m 1B masculino                                               |
| Leamon Stansell                             | Atletismo                 | 1500 m B3 masculino                                              |
| R. Snow                                     | Atletismo                 | 1500 m 4 masculino                                               |
| Salvin Ficara                               | Atletismo                 | 1000 m campo a través C6 masculino                               |
| Equipo                                      | Atletismo                 | 4 × 100 m A4-9 masculino                                         |
| John Jerome                                 | Atletismo                 | Disco A1 masculino                                               |
| Scott Schneider                             | Atletismo                 | Disco L2 masculino                                               |
| Sebastian de Francesco                      | Atletismo                 | Eslalon 1A masculino                                             |
| Richard Bryant                              | Atletismo                 | Jabalina A1 masculino                                            |
| Robert Hoskins                              | Atletismo                 | Jabalina A9 masculino                                            |
| William Fennessee                           | Atletismo                 | Jabalina B1 masculino                                            |
| S. Wilkins                                  | Atletismo                 | Maza 1A masculino                                                |
| Marvin Ross                                 | Atletismo                 | Maza C6 masculino                                                |
| Robert Gordon                               | Atletismo                 | Peso C5 masculino                                                |
| Bill Hunsberger                             | Atletismo                 | Peso C6 masculino                                                |
| Ted Judge                                   | Atletismo                 | Precisión C1 masculino                                           |
| George Morris                               | Atletismo                 | Salto de longitud B3 masculino                                   |
| D. Wallen                                   | Atletismo                 | Pentatlón 1C masculino                                           |
| J. Zajac                                    | Atletismo                 | Pentatlón 4 masculino                                            |
| Jane Spitzley                               | Bochas                    | Individual C2 femenino                                           |
| Nancy Anderson Candy Demarois Craig Clifton | Bochas                    | Equipo mixto                                                     |
| Melody Williamson                           | Bolos sobre hierba        | Individual A2/4 femenino                                         |
| Richard Lufkin                              | Ciclismo en ruta          | Ruta 5000 m CP4 masculino                                        |
| M. Knutson                                  | Halterofilia              | –51 kg paraplejia masculino                                      |
| Mitchell Strickland                         | Halterofilia              | –60 kg masculino                                                 |
| Susan Ragowski Wendy Shugal                 | Hípica                    | Obstáculos, modalidad de carrera por relevos clase abierta mixto |
| Tom Becke                                   | Levantamiento de potencia | –82,5 kg masculino                                               |
| Susan Moucha                                | Natación                  | 50 m libre C7 femenino                                           |
| Susan Moucha                                | Natación                  | 100 m libre C7 femenino                                          |
| Susan Moucha                                | Natación                  | 100 m espalda C7 femenino                                        |
| B. Smith                                    | Natación                  | 25 m braza 1B femenino                                           |
| B. Smith                                    | Natación                  | 25 m mariposa 1B femenino                                        |
| B. Smith                                    | Natación                  | 75 m estilos 1B femenino                                         |
| Jan Wilson                                  | Natación                  | 100 m libre A2 femenino                                          |
| Jan Wilson                                  | Natación                  | 400 m libre A2 femenino                                          |
| Jan Wilson                                  | Natación                  | 200 m estilos A2 femenino                                        |
| Marie Vanliere                              | Natación                  | 100 m espalda B3 femenino                                        |
| Marie Vanliere                              | Natación                  | 400 m braza B3 femenino                                          |
| Marie Vanliere                              | Natación                  | 400 m estilos B3 femenino                                        |
| Mary Lou Baranski                           | Natación                  | 25 m espalda L2 femenino                                         |
| Mary Lou Baranski                           | Natación                  | 25 m libre L2 femenino                                           |
| Gayle Ginnish                               | Natación                  | 50 m espalda C8 femenino                                         |
| Gayle Ginnish                               | Natación                  | 100 m libre C8 femenino                                          |
| Kristy Satterfield                          | Natación                  | 50 m braza B3 femenino                                           |
| Linda Nilson                                | Natación                  | 100 m espalda C8 femenino                                        |
| Jean Witters                                | Natación                  | 50 m libre B2 femenino                                           |
| Tonia McHugh                                | Natación                  | 50 m libre B3 femenino                                           |
| Terri Turnbull                              | Natación                  | 100 m libre A9 femenino                                          |
| Vurah Runyon                                | Natación                  | 400 m libre B2 femenino                                          |
| D. Goodman                                  | Natación                  | 25 m braza 1C masculino                                          |
| D. Goodman                                  | Natación                  | 25 m libre 1C masculino                                          |
| D. Goodman                                  | Natación                  | 25 m mariposa 1C masculino                                       |
| D. Goodman                                  | Natación                  | 75 m estilos 1C masculino                                        |
| Rick Mason                                  | Natación                  | 25 m braza 1B masculino                                          |
| Rick Mason                                  | Natación                  | 25 m libre 1B masculino                                          |
| Rick Mason                                  | Natación                  | 25 m mariposa 1B masculino                                       |
| Brian Hudson                                | Natación                  | 100 m espalda B3 masculino                                       |
| Brian Hudson                                | Natación                  | 100 m mariposa B3 masculino                                      |
| Brian Hudson                                | Natación                  | 200 m estilos B3 masculino                                       |
| Ian Jaquiss                                 | Natación                  | 50 m braza 3 masculino                                           |
| Ian Jaquiss                                 | Natación                  | 50 m mariposa 3 masculino                                        |
| Steve Marossy                               | Natación                  | 50 m libre C4 masculino                                          |
| Steve Marossy                               | Natación                  | 100 m libre C4 masculino                                         |
| Dave Reynolds                               | Natación                  | 100 m espalda A3 masculino                                       |
| Dave Reynolds                               | Natación                  | 200 m estilos A3 masculino                                       |
| Rodney Hyder                                | Natación                  | 400 m braza B1 masculino                                         |
| Bill Reilly                                 | Natación                  | 25 m libre C2 masculino                                          |
| Chris Hogans                                | Natación                  | 50 m libre B2 masculino                                          |
| Bill Lehr                                   | Natación                  | 50 m libre L3 masculino                                          |
| Mark Heaphy                                 | Natación                  | 400 m estilos B1 masculino                                       |
| Michael Dempsey                             | Tenis de mesa             | Individual 4 masculino                                           |
| West Brownlow                               | Tiro                      | Rifle de aire de rodillas 1A-1C masculino                        |
| West Brownlow                               | Tiro                      | Pistola de aire 1A-1C masculino                                  |
| Patrick Krishner                            | Tiro con arco             | Doble distancia avanzada paraplejia masculino                    |